# Naxos (ø)
 For alternative betydninger, se Naxos. (Se også artikler, som begynder med Naxos)
Naxos er en græsk ø (græsk: Νάξος; italiensk: Nicsia). Øen er den største (428 km²) af Kykladerne som ligger i det Ægæiske hav. 
Hovedstaden hedder Hora og har 7.000 indbyggere ud af en befolkning på 9,824 (1991). De største byer er Filoti, Apiranthos, Tragea, Koronos, Sangri og Apollonas.
Øen er berømt for at være den mest frugtbare ø i Kykladerne. Der er en del nedbør, som skyldes bjerget Zas, der på grund af sin højde (1.004 m) skaber mere regn.
Naxos er et populært turistmål med let tilgængelige ruiner. En af ruinerne er resterne af et tempel bygget på en stenet strand. Templet blev ødelagt af et jordskælv, der sendte det meste af templet ned i havet. På stranden står to søjler med en overligger. Resten af templet kan ses i vandet fra stranden eller af dykkere.
Naxos har mange flotte strande, som dem ved Agia Anna, Agios Prokopios, Alikos, Castraki, Mikri Vigla, Plaka, og Agios Georgios ved Hora.

## Myten om Naxos
Ifølge en myte fra før den trojanske krig, forlod Theseus Ariadne, som var datter af Minos, efter hun havde hjulpet ham med at slå Minotauros ihjel, og han var undsluppet labyrinten under Knossos. Dionysus, gud over øernes og beskytter af vin og fester samt den basale energi i livet, mødte hende og blev straks forelsket, men Ariadne kunne ikke glemme Theseus og begik selvmord.
En anden historie i græsk mytologi siger at Aloadae havde stillet bjerget Ossa oven på bjerget Pelion foran  bjerget Olympen, og blev derfor anset som en fare for guderne. For at løse problemet fortalte Artemis Otus, at hvis denne besættelse af Olympen skulle stoppe, skulle hun komme til Naxos for at være hans elskerinde.

## Historie

### Oprøret på Naxos
Gennem det 8. og 7. århundrede f.Kr. dominerede Naxos handlen omkring Kykladerne. I 502 f.Kr. gjorde indbyggerne på Naxos oprør imod den daværende hersker i det persiske rige. Dette oprør førte til det større Ioniske oprør og den perserkrigene mellem Grækenland og Persien.

### Hertugen af Naxos
Efter det 4. korstog blev øen styret af en latinsk kejser fra Venedig med sæde i Konstantinopel, men en anden venezianer, Marco Sanudo, erobrede øen og snart efter alle de andre øer i Kykladerne. Han udråbte sig selv til hertug af Naxos (eller hertugen af Archipelago). 22 hertuger i to dynastier regerede indtil 1566, men styret fra Venedig fortsatte en sporadisk kontrol af øerne indtil 1714.

### Det osmanniske Naxos: 1564 – 1821
Den osmanniske administration forblev fortrinsvis i hænderne på Venedig, der var tilfreds med at modtage skat. Meget få tyrker har nogensinde slået sig ned på Naxos, og tyrkisk indflydelse på øen er meget lille. Tyrkisk herredømme varede indtil 1821, da indbyggerne gjorde oprør. 
Naxos blev en del af den græske stat i 1832.